# Coppa Italia Serie C 2019-2020 (calcio femminile)
L'edizione 2019-2020 è stata la seconda edizione della Coppa Italia Serie C di calcio femminile. Il torneo è iniziato l'8 settembre 2019. La squadra campione in carica era la Riozzese. Il torneo, dopo continue sospensioni iniziate all'inizio di marzo 2020, in relazione all'emergenza sanitaria causata dalla pandemia di COVID-19, è stato definitivamente interrotto il 20 maggio 2020 con un comunicato ufficiale emanato dalla FIGC.

## Squadre partecipanti
Partecipano alla competizione 54 squadre, appartenenti ai 4 gironi di Serie C.

### Girone A
- Academy Parma
- Alessandria
- Azalee
- Biellese
- Campomorone Lady
- Canelli
- Caprera
- Como 2000
- Juventus Torino
- Pinerolo
- Real Meda
- Speranza Agrate
- Torino
- Voluntas Osio

### Girone B
- Atletico Oristano
- Brescia
- Brixen OBI
- Cortefranca
- Gordige
- Isera
- Padova
- San Paolo
- SPAL
- Südtirol
- Trento Clarentia
- Unterland
- Venezia
- Vicenza

### Girone C
- Arezzo
- Bologna
- Grifone
- Imolese
- L.F. Jesina
- Pistoiese 2016
- Pontedera
- Res Women
- Riccione
- San Miniato
- Spezia
- Torres

### Girone D
- Aprilia Racing
- Apulia Trani
- Catania
- Catanzaro
- Chieti
- Dream Team Femminile
- Free Girls
- Ludos Palermo
- Pescara
- Pomigliano
- Real Bellante
- Roma XIV
- Salento Women
- S. Egidio

## Date
| Fase               | Turno            | Data                           |                                |
| ------------------ | ---------------- | ------------------------------ | ------------------------------ |
| Gironi eliminatori | 1ª giornata      | 8 settembre 2019               | 8 settembre 2019               |
| Gironi eliminatori | 2ª giornata      | 15 settembre 2019              | 15 settembre 2019              |
| Gironi eliminatori | 3ª giornata      | 22 settembre 2019              | 22 settembre 2019              |
| Fase finale        | Ottavi di finale | 1º dicembre 2019               | 1º dicembre 2019               |
| Fase finale        | Quarti di finale | 2 febbraio 2020                | 2 febbraio 2020                |
| Fase finale        | Semifinali       | 23 febbraio 2020 non disputate | 23 febbraio 2020 non disputate |
| Fase finale        | Finale           | non disputata                  | non disputata                  |

## Formula
A questa edizione della competizione prendono parte le 54 squadre partecipanti alla Serie C. La competizione si articola su cinque fasi. La prima fase è caratterizzata dai gironi eliminatori: le 54 squadre sono suddivise in sette gironi da quattro squadre, otto gironi da tre squadre ed un accoppiamento secondo criteri di vicinanza geografica. Nei gironi si giocano solamente tre partite, due per squadra nei gironi a tre e tre nei gironi a quattro, e vengono ammesse alla seconda fase solamente le sedici vincitrici dei gironi. A partire dalla seconda fase (dagli ottavi di finale alla finale) tutte le gare si disputano ad eliminazione diretta, ottavi, quarti e finale in gara unica, semifinali in gare di andata e ritorno.

## Gironi eliminatori
La composizione dei sedici gironi eliminatori è stata effettuata il 28 agosto 2019, così come il sorteggio per la determinazione della squadra che disputa la prima giornata in casa. Nei gironi a tre squadre, nella seconda giornata, riposa la squadra vittoriosa nella prima giornata o, in caso di pareggio, la squadra che ha giocato in trasferta la prima giornata.

### Raggruppamento 1

#### Classifica
| Pos. | Squadra       | Pt | G | V | N | P | GF | GS | DR |
| ---- | ------------- | -- | - | - | - | - | -- | -- | -- |
| 1.   | Salento Women | 6  | 2 | 2 | 0 | 0 | 8  | 2  | +6 |
| 2.   | Apulia Trani  | 3  | 2 | 1 | 0 | 1 | 5  | 2  | +3 |
| 3.   | Catanzaro     | 0  | 2 | 0 | 0 | 2 | 1  | 10 | -9 |

#### Risultati
| Arbitro: | Nirintsalama (Roma) |

|                             |           |                  |
| Costadura 10’ Colavolpe 47’ | Marcatori | 41’ Di Benedetto |

| Arbitro: | Iurino (Venosa) |

|                                               |           |  |
| Dibenedetto 25’, 39’ Delvecchio 43’ Turco 57’ | Marcatori |  |

| Arbitro: | Plati (Catanzaro) |

|             |           |                                                                |
| Cardone 55’ | Marcatori | 5’ Tirabassi 15’, 43’, 73’ D'Amico 40’ Colavolpe 76’ Cucurachi |

### Raggruppamento 2

#### Classifica
| Pos. | Squadra              | Pt | G | V | N | P | GF | GS | DR |
| ---- | -------------------- | -- | - | - | - | - | -- | -- | -- |
| 1.   | Dream Team Femminile | 4  | 2 | 1 | 1 | 0 | 4  | 3  | +1 |
| 2.   | S. Egidio            | 3  | 2 | 1 | 0 | 1 | 3  | 3  | 0  |
| 3.   | Pomigliano           | 1  | 2 | 0 | 1 | 1 | 1  | 2  | -1 |

#### Risultati
| Arbitro: | Spasari (Soverato) |

|             |           |  |
| Borrelli 5’ | Marcatori |  |

| Arbitro: | Lascaro (Matera) |

|           |           |       |
| Vecchione | Marcatori | Tozzi |

| Arbitro: | Romei (Isernia) |

|                                  |           |                             |
| Musella 44’ Lupoli 50’ Tozzi 63’ | Marcatori | 15’ Di Martino 68’ Paolillo |

### Raggruppamento 3

#### Classifica
| Pos. | Squadra           | Pt | G | V | N | P | GF | GS | DR  |
| ---- | ----------------- | -- | - | - | - | - | -- | -- | --- |
| 1.   | Torres            | 6  | 2 | 2 | 0 | 0 | 16 | 1  | +15 |
| 2.   | Atletico Oristano | 3  | 2 | 1 | 0 | 1 | 3  | 8  | -5  |
| 3.   | Caprera           | 0  | 2 | 0 | 0 | 2 | 1  | 11 | -10 |

#### Risultati
| Arbitro: | Nuzzo (Seregno) |

|         |           |                                                                    |
| Sau 47’ | Marcatori | 34’ Sotgiu 47’, 72’, 74’, 87’ Ladu 44’ Dasara 79’ Marenic 83’ Borg |

| Oristano 22 settembre 2019, ore 15:00 CEST 2ª giornata | Atletico Oristano | 3 – 0 referto | Caprera | Stadio Tharros |

| Arbitro: | Martinelli (Ostia Lido) |

|                                                                        |           |  |
| Marenic 19’, 89’ Fancellu 33’, 90’ Dasara 37’, 60’ Sotgiu 70’ Ladu 78’ | Marcatori |  |

### Raggruppamento 4

#### Classifica
| Pos. | Squadra        | Pt | G | V | N | P | GF | GS | DR  |
| ---- | -------------- | -- | - | - | - | - | -- | -- | --- |
| 1.   | Res Women      | 9  | 3 | 3 | 0 | 0 | 12 | 0  | +12 |
| 2.   | Aprilia Racing | 6  | 3 | 2 | 0 | 1 | 6  | 5  | +1  |
| 3.   | Grifone        | 3  | 3 | 1 | 0 | 2 | 3  | 5  | -2  |
| 4.   | Roma XIV       | 0  | 3 | 0 | 0 | 3 | 0  | 11 | -11 |

#### Risultati
| Arbitro: | Liotta (Castellammare di Stabia) |

|  |           |                                |
|  | Marcatori | 35’, 70’ Galluzzi 78’ Biasotto |

| Arbitro: | Pistolesi (Piombino) |

|                                      |           |  |
| Di Guglielmo Nagni , Rossi Cosentino | Marcatori |  |

| Arbitro: | Esposito (Ercolano) |

|  |           |                                                                    |
|  | Marcatori | Fracassi 65’ (rig.), 70’ Nagni 77’ Nicosia Vinci 90+’ Di Guglielmo |

| Arbitro: | Serani (L'Aquila) |

|  |           |                 |
|  | Marcatori | Gol · Gol · Gol |

| Arbitro: | Di Carlo (Pescara) |

|                |           |  |
| Fracassi Rossi | Marcatori |  |

| Arbitro: | Palomba (Torre Del Greco) |

|  |           |                                    |
|  | Marcatori | 15’ Olianas 20’ Croce 40’ Galluzzi |

### Raggruppamento 5

#### Classifica
| Pos. | Squadra       | Pt | G | V | N | P | GF | GS | DR |
| ---- | ------------- | -- | - | - | - | - | -- | -- | -- |
| 1.   | Chieti        | 7  | 3 | 2 | 1 | 0 | 7  | 2  | +5 |
| 2.   | Pescara       | 5  | 3 | 1 | 2 | 0 | 3  | 2  | +1 |
| 3.   | Free Girls    | 4  | 3 | 1 | 1 | 1 | 5  | 4  | +1 |
| 4.   | Real Bellante | 0  | 3 | 0 | 0 | 3 | 1  | 8  | -7 |

#### Risultati
| Città Sant'Angelo 8 settembre 2019, ore 15:00 CEST 1ª giornata | Pescara                              | 0 – 0 referto | Chieti | Campo Sportivo De Cecco\| Arbitro: \| Gagliardi (San Benedetto del Tronto) \| |
| Arbitro:                                                       | Gagliardi (San Benedetto del Tronto) |               |        |                                                                               |

| Arbitro: | Vai (Jesi) |

|  |           |             |
|  | Marcatori | Speca Nozzi |

| Arbitro: | Acquafredda (Molfetta) |

|                       |           |                       |
| Monterubbianesi Speca | Marcatori | Borrelli De Leonardis |

| Arbitro: | Beltrano (Rimini) |

|             |           |                                                                 |
| Cargini 60’ | Marcatori | 38’ Giuliana 48’ Panichi 63’, 67’ Giu. Di Camillo 84’ Carnevale |

| Arbitro: | Colella (Rimini) |

|                         |           |           |
| Giu. Di Camillo 6’, 49’ | Marcatori | 31’ Nozzi |

| Arbitro: | Ermitaggio (Ancona) |

|              |           |  |
| De Leonardis | Marcatori |  |

### Raggruppamento 6

#### Classifica
| Pos. | Squadra     | Pt | G | V | N | P | GF | GS | DR |
| ---- | ----------- | -- | - | - | - | - | -- | -- | -- |
| 1.   | Riccione    | 6  | 2 | 2 | 0 | 0 | 5  | 1  | +4 |
| 2.   | Arezzo      | 3  | 2 | 1 | 0 | 1 | 2  | 4  | -2 |
| 3.   | L.F. Jesina | 0  | 2 | 0 | 0 | 2 | 2  | 4  | -2 |

#### Risultati
| Arbitro: | Gallorini (Arezzo) |

|                            |           |             |
| Antolini 22’ Abouziane 83’ | Marcatori | 81’ Paolini |

| Arbitro: | Giampietro (Pescara) |

|               |           |                                    |
| Tamburini 45’ | Marcatori | 15’ (aut.) Battistoni 50’ Paganini |

| Arbitro: | Dini (Città di Castello) |

|  |           |                               |
|  | Marcatori | 25’, 75’ Antolini 78’ Magnani |

### Raggruppamento 7

#### Classifica
| Pos. | Squadra        | Pt | G | V | N | P | GF | GS | DR |
| ---- | -------------- | -- | - | - | - | - | -- | -- | -- |
| 1.   | Pontedera      | 2  | 2 | 0 | 2 | 0 | 3  | 3  | 0  |
| 2.   | San Miniato    | 2  | 2 | 0 | 2 | 0 | 2  | 2  | 0  |
| 3.   | Pistoiese 2016 | 2  | 2 | 0 | 2 | 0 | 1  | 1  | 0  |

#### Risultati
| Pistoia 8 settembre 2019, ore 15:00 CEST 1ª giornata | Pistoiese 2016      | 0 – 0 referto | San Miniato | Campo Sportivo Pistoia Ovest\| Arbitro: \| Rompianesi (Modena) \| |
| Arbitro:                                             | Rompianesi (Modena) |               |             |                                                                   |

| Arbitro: | Lacertosa (Sesto San Giovanni) |

|          |           |                |
| Carrozzo | Marcatori | 17’ Pompignoli |

| Arbitro: | Vai (Jesi) |

|               |           |                          |
| Tata Erriquez | Marcatori | 1’ Carrozzo 48’ Lanzotti |

### Raggruppamento 8

#### Classifica
| Pos. | Squadra       | Pt | G | V | N | P | GF | GS | DR |
| ---- | ------------- | -- | - | - | - | - | -- | -- | -- |
| 1.   | Spezia        | 4  | 2 | 1 | 1 | 0 | 8  | 4  | +4 |
| 2.   | San Paolo     | 3  | 2 | 1 | 0 | 1 | 2  | 5  | -3 |
| 3.   | Academy Parma | 1  | 2 | 0 | 1 | 1 | 3  | 4  | -1 |

#### Risultati
| Arbitro: | Mazzoni (Prato) |

|           |           |                                                           |
| Dotto 74’ | Marcatori | 18’, 39’ Basso 75’ Lo Vecchio 76’ Del Francia 85’ Baldini |

| Arbitro: | Mbei (Cuneo) |

|  |           |           |
|  | Marcatori | 90’ Gatta |

| Arbitro: | Zoppi (Firenze) |

|                                   |           |                                 |
| Pascotto 59’ Del Francia 72’, 80’ | Marcatori | 68’, 77’ Marseglia 85’ Lombardi |

### Raggruppamento 9

#### Classifica
| Pos. | Squadra | Pt | G | V | N | P | GF | GS | DR |
| ---- | ------- | -- | - | - | - | - | -- | -- | -- |
| 1.   | Bologna | 6  | 2 | 2 | 0 | 0 | 6  | 1  | +5 |
| 2.   | SPAL    | 3  | 2 | 1 | 0 | 1 | 5  | 4  | +1 |
| 3.   | Imolese | 0  | 2 | 0 | 0 | 2 | 2  | 8  | -6 |

#### Risultati
| Arbitro: | Dal Zilio (Treviso) |

|                                                             |           |             |
| Frattini 15’ Chierici 41’ Spinelli 44’ Pirani 77’ Braga 90’ | Marcatori | 30’ Collina |

| Arbitro: | Iacopetti (Pistoia) |

|          |           |                                     |
| Papa 54’ | Marcatori | 60’, 69’ Mastrovincenzo 71’ Minelli |

| Arbitro: | Martino (Firenze) |

|                                           |           |  |
| Pacella 9’ Schipa 32’ Chierici 78’ (aut.) | Marcatori |  |

### Raggruppamento 10

#### Classifica
| Pos. | Squadra | Pt | G | V | N | P | GF | GS | DR |
| ---- | ------- | -- | - | - | - | - | -- | -- | -- |
| 1.   | Vicenza | 9  | 3 | 3 | 0 | 0 | 6  | 0  | +6 |
| 2.   | Venezia | 6  | 3 | 2 | 0 | 1 | 8  | 3  | +5 |
| 3.   | Padova  | 1  | 3 | 0 | 1 | 2 | 1  | 5  | -4 |
| 4.   | Gordige | 1  | 3 | 0 | 1 | 2 | 2  | 9  | -7 |

#### Risultati
| Arbitro: | Muccignato (Pordenone) |

|                       |           |  |
| Zuanti 5’, 38’ (rig.) | Marcatori |  |

| Arbitro: | Abou (Milano) |

|              |           |  |
| Yeboaa Basso | Marcatori |  |

| Arbitro: | Schmid (Rovereto) |

|  |           |              |
|  | Marcatori | Basso Yeboaa |

| Arbitro: | Olmi (Mantova) |

|                     |           |                                                           |
| Bondesan 70’ (rig.) | Marcatori | 30’, 43’, 85’, 90+1’ Zuanti 40’ Marangon 62’ Zandomenichi |

| Arbitro: | Carsenzuola (Legnano) |

|               |           |        |
| Cesarotto 20’ | Marcatori | Sarain |

| Arbitro: | Rompianesi (Modena) |

|  |           |                        |
|  | Marcatori | 57’ Yeboaa 90’ Gobbato |

### Raggruppamento 11

#### Classifica
| Pos. | Squadra    | Pt | G | V | N | P | GF | GS | DR |
| ---- | ---------- | -- | - | - | - | - | -- | -- | -- |
| 1.   | Unterland  | 4  | 2 | 1 | 1 | 0 | 4  | 3  | +1 |
| 2.   | Brixen OBI | 2  | 2 | 0 | 2 | 0 | 1  | 1  | 0  |
| 3.   | Südtirol   | 1  | 2 | 0 | 1 | 1 | 2  | 3  | -1 |

#### Risultati
| Bolzano 8 settembre 2019, ore 15:00 CEST 1ª giornata | Südtirol             | 0 – 0 referto | Brixen OBI | Centro Sportivo Maso della Pieve\| Arbitro: \| Santinelli (Bergamo) \| |
| Arbitro:                                             | Santinelli (Bergamo) |               |            |                                                                        |

| Arbitro: | Saugo (Bassano del Grappa) |

|                             |           |                 |
| Pfostl Nischler Dalla Santa | Marcatori | 13’ Prearo Mair |

| Arbitro: | Tricarico (Verona) |

|                  |           |             |
| Hannah ?’ (rig.) | Marcatori | ?’ Nischler |

### Raggruppamento 12

#### Classifica
| Pos. | Squadra          | Pt | G | V | N | P | GF | GS | DR  |
| ---- | ---------------- | -- | - | - | - | - | -- | -- | --- |
| 1.   | Brescia          | 9  | 3 | 3 | 0 | 0 | 11 | 2  | +9  |
| 2.   | Trento Clarentia | 6  | 3 | 2 | 0 | 1 | 9  | 6  | +3  |
| 3.   | Cortefranca      | 3  | 3 | 1 | 0 | 2 | 6  | 5  | +1  |
| 4.   | Isera            | 0  | 3 | 0 | 0 | 3 | 0  | 13 | -13 |

#### Risultati
| Arbitro: | Terribile (Bassano del Grappa) |

|                                            |           |                  |
| Viscardi 20’ Capelloni 33’, 51’ Brayda 57’ | Marcatori | 34’, 49’ Tonelli |

| Arbitro: | Frazza (Schio) |

|  |           |                                                   |
|  | Marcatori | 2’, 59’ Picchi 46’ Asperti 87’ (rig.) Scarpellini |

| Arbitro: | Vincenzi (Bologna) |

|  |           |                |
|  | Marcatori | 3’, 37’ Brayda |

| Arbitro: | Albano (Venezia) |

|                           |           |  |
| Rosa , Tonelli Pasqualini | Marcatori |  |

| Arbitro: | Gambuzzi (Reggio Emilia) |

|  |           |                                                     |
|  | Marcatori | 3’, 51’ Massussi 59’ Brayda 83’ Bocchi 90+3’ Farina |

| Arbitro: | Aldi (Finale Emilia) |

|                                    |           |                        |
| Tonelli 7’ Daprà 51’ Torresani 70’ | Marcatori | 13’ Asperti 88’ Muraro |

### Raggruppamento 13

#### Classifica
| Pos. | Squadra       | Pt | G | V | N | P | GF | GS | DR |
| ---- | ------------- | -- | - | - | - | - | -- | -- | -- |
| 1.   | Ludos Palermo | 6  | 2 | 2 | 0 | 0 | 7  | 2  | +5 |
| 2.   | Catania       | 0  | 2 | 0 | 0 | 2 | 2  | 7  | -5 |

#### Risultati
| Arbitro: | Aloise (Lodi) |

|                                        |           |              |
| La Mattina 9’ Bassano 43’ Zito Lazzara | Marcatori | 25’ Mastella |

| Arbitro: | Carvelli (Crotone) |

|                       |           |                           |
| Salvoldi 45+2’ (rig.) | Marcatori | 33’ Bassano 55’, 61’ Zito |

### Raggruppamento 14

#### Classifica
| Pos. | Squadra         | Pt | G | V | N | P | GF | GS | DR |
| ---- | --------------- | -- | - | - | - | - | -- | -- | -- |
| 1.   | Como            | 7  | 3 | 2 | 1 | 0 | 10 | 4  | +6 |
| 2.   | Azalee          | 7  | 3 | 2 | 1 | 0 | 8  | 2  | +6 |
| 3.   | Real Meda       | 3  | 3 | 1 | 0 | 2 | 3  | 6  | -3 |
| 4.   | Speranza Agrate | 0  | 3 | 0 | 0 | 3 | 2  | 11 | -9 |

#### Risultati
| Arbitro: | Azzaro (Aosta) |

|           |           |  |
| Di Lascio | Marcatori |  |

| Arbitro: | Benevelli (Modena) |

|                |           |                          |
| Mauri Castelli | Marcatori | Trezzi Badiali Fusarpoli |

| Arbitro: | Dasso (Genova) |

|                   |           |                      |
| Ferrario De Paula | Marcatori | 10’ Di Lascio Vischi |

| Arbitro: | Bortolussi (Nichelino) |

|          |           |  |
| Ferrario | Marcatori |  |

| Arbitro: | Castellano (Nichelino) |

|                                |           |  |
| De Paula 3’, 21’, Vivirito 83’ | Marcatori |  |

| Arbitro: | Fiorentino (Ercolano) |

|                                        |           |  |
| Masciaga , Vischi Brazzarola Bertolasi | Marcatori |  |

### Raggruppamento 15

#### Classifica
| Pos. | Squadra          | Pt | G | V | N | P | GF | GS | DR |
| ---- | ---------------- | -- | - | - | - | - | -- | -- | -- |
| 1.   | Canelli          | 6  | 3 | 2 | 0 | 1 | 9  | 5  | +4 |
| 2.   | Voluntas Osio    | 6  | 3 | 2 | 0 | 1 | 7  | 4  | +3 |
| 3.   | Campomorone Lady | 6  | 3 | 2 | 0 | 1 | 6  | 6  | 0  |
| 4.   | Alessandria      | 0  | 3 | 0 | 0 | 3 | 1  | 8  | -7 |

#### Risultati
| Arbitro: | Collier (Gallarate) |

|  |           |                        |
|  | Marcatori | 17’ Bettalli 83’ Bargi |

| Arbitro: | Di Benedetto (Novi Ligure) |

|                                               |           |  |
| Lepre 20’ Donna 50’ Armitano 68’ Gottardi 71’ | Marcatori |  |

| Arbitro: | Picardi (Viareggio) |

|                     |           |                 |
| Bargi , Tortarolo , | Marcatori | , Bagnasco Aloi |

| Arbitro: | Morello (Tivoli) |

|                         |           |  |
| Fumagalli , Baracchetti | Marcatori |  |

| Arbitro: | Moretti (Como) |

|          |           |                              |
| Lardo ?’ | Marcatori | ?’ (rig.), ?’ (rig.) Mellano |

| Arbitro: | Crispino (Frattamaggiore) |

|                                    |           |  |
| Volonterio Capelli 85’ Cosma 90+4’ | Marcatori |  |

### Raggruppamento 16

#### Classifica
| Pos. | Squadra         | Pt | G | V | N | P | GF | GS | DR |
| ---- | --------------- | -- | - | - | - | - | -- | -- | -- |
| 1.   | Pinerolo        | 6  | 3 | 2 | 0 | 1 | 7  | 6  | +1 |
| 2.   | Torino          | 4  | 3 | 1 | 1 | 1 | 5  | 2  | +3 |
| 3.   | Biellese        | 4  | 3 | 1 | 1 | 1 | 6  | 5  | +1 |
| 4.   | Juventus Torino | 3  | 3 | 1 | 0 | 2 | 7  | 12 | -5 |

#### Risultati
| Arbitro: | Mirri (Savona) |

|                                         |           |  |
| Lunardi 13’, 32’, 37’ Favole 17’ (rig.) | Marcatori |  |

| Arbitro: | Vargiolu (Biella) |

|                |           |                  |
| Di Stefano 39’ | Marcatori | Paoletti Leccese |

| Arbitro: | Frasynyak (Gallarate) |

|                 |           |                                                            |
| Capello Tosetto | Marcatori | 26’ Laverone 35’ Di Stefano 51’ Rossetti 83’ (rig.) Draghi |

| Arbitro: | Tassano (Chiavari) |

|          |           |  |
| Paoletti | Marcatori |  |

| Arbitro: | Cortese (Bologna) |

|                                       |           |                       |
| Capello , Sottil Tosetto Pasquariello | Marcatori | Bianco Usseglio Gueli |

| Arbitro: | Bouabid (Prato) |

|       |           |     |
| Serna | Marcatori | Gol |

## Ottavi di finale
Agli ottavi di finale vengono ammesse le sedici vincitrici dei gironi eliminatori.
| Squadra 1            | Risultato       | Squadra 2     |
| -------------------- | --------------- | ------------- |
| 1º dicembre 2019     |                 |               |
| Dream Team Femminile | 2 - 4           | Salento Women |
| Res Women            | 3 - 0           | Torres        |
| Chieti               | 0 - 2           | Riccione      |
| Spezia               | 0 - 0 (1-3 dtr) | Pontedera     |
| Bologna              | 0 - 4           | Vicenza       |
| Unterland            | 0 - 2           | Brescia       |
| Ludos Palermo        | 0 - 3           | Como          |
| 29 dicembre 2019     |                 |               |
| Pinerolo             | 0 - 3           | Canelli       |

| Arbitro: | Natilla (Molfetta) |

|  |           |                            |
|  | Marcatori | 4’ Marcattili 18’ Antolini |

| Arbitro: | Caruso (Viterbo) |

|                         |           |                                                  |
| Santoro 72’ Illiano 89’ | Marcatori | 50’ Guido 76’ Tirabassi 78’ Coluccia 84’ D'Amico |

| Arbitro: | Martino (Firenze) |

|                                 |           |  |
| Rossi 7’ Nagni 48’ Spagnoli 85’ | Marcatori |  |

| Arbitro: | Loiodice (Collegno) |

|  |                      |  |
|  | Tiri di rigore 1 – 3 |  |

| Arbitro: | Olmi Zippilli (Mantova) |

|  |           |                                        |
|  | Marcatori | 2’ Basso 28’, 40’ Piovani 70’ Sossella |

| Arbitro: | Arnaut (Padova) |

|  |           |                        |
|  | Marcatori | 14’ Brevi 71’ Pasquali |

| Arbitro: | Giudice (Frosinone) |

|  |           |                                           |
|  | Marcatori | 49’ Fusar Poli 54’ Ferrario 90+2’ Cannone |

| Arbitro: | Frasynyak (Gallarate) |

|  |           |                                 |
|  | Marcatori | 11’ Armitano 57’, 90+1’ Mellano |

## Quarti di finale
Il sorteggio per definire la squadra che disputa in casa i quarti di finale si è tenuto il 9 dicembre 2019.
| Squadra 1       | Risultato | Squadra 2     |
| --------------- | --------- | ------------- |
| 2 febbraio 2020 |           |               |
| Res Women       | 2 - 0     | Salento Women |
| Riccione        | 1 - 2     | Pontedera     |
| Vicenza         | 0 - 1     | Brescia       |
| Canelli         | 0 - 3     | Como          |

| Arbitro: | Iacopetti (Pistoia) |

|                            |           |  |
| Simeone 19’ Spagnoli 45+1’ | Marcatori |  |

| Arbitro: | Vincenzi (Bologna) |

|  |           |            |
|  | Marcatori | 88’ Assoni |

| Arbitro: | Calzolari (Albenga) |

|  |           |                           |
|  | Marcatori | 4’ Pellegrinelli Ferrario |

| Arbitro: | Gagliardini (Macerata) |

|              |           |                          |
| Antolini 45’ | Marcatori | 5’ Del Prete 11’ Gavagni |

## Semifinali
| Squadra 1                 | Totale | Squadra 2 | Andata | Ritorno |
| ------------------------- | ------ | --------- | ------ | ------- |
| 23 febbraio / aprile 2020 |        |           |        |         |
| Res Women                 | -      | Pontedera | 2 - 1  | n.d.    |
| marzo / aprile 2020       |        |           |        |         |
| Brescia                   | -      | Como      | n.d.   | n.d.    |

### Andata
| Arbitro: | Meo (Isernia) |

|                          |           |             |
| Rossi 40’ Fracassi 90+5’ | Marcatori | 75’ Gavagni |